# Čamovce
Čamovce (em húngaro: Csomatelke) é um município da Eslováquia, situado no distrito de Lučenec, na região de Banská Bystrica. Tem 12,61 km² de área e sua população em 2018 foi estimada em 620 habitantes.

## Demografia
| Ano:        | 1994 | 2004   | 2014    | 2024   |
| ----------- | ---- | ------ | ------- | ------ |
| Broj ljudi: | 520  | 518    | 610     | 569    |
| Razlika:    |      | -0,38% | +17,76% | -6,72% |

| Ano:               | 2023 | 2024   |
| ------------------ | ---- | ------ |
| Número de pessoas: | 568  | 569    |
| Diferença:         |      | +0,17% |